# SIMBAD
48°35′0.5″ пн. ш. 7°46′5″ сх. д. / 48.583472° пн. ш. 7.76806° сх. д.

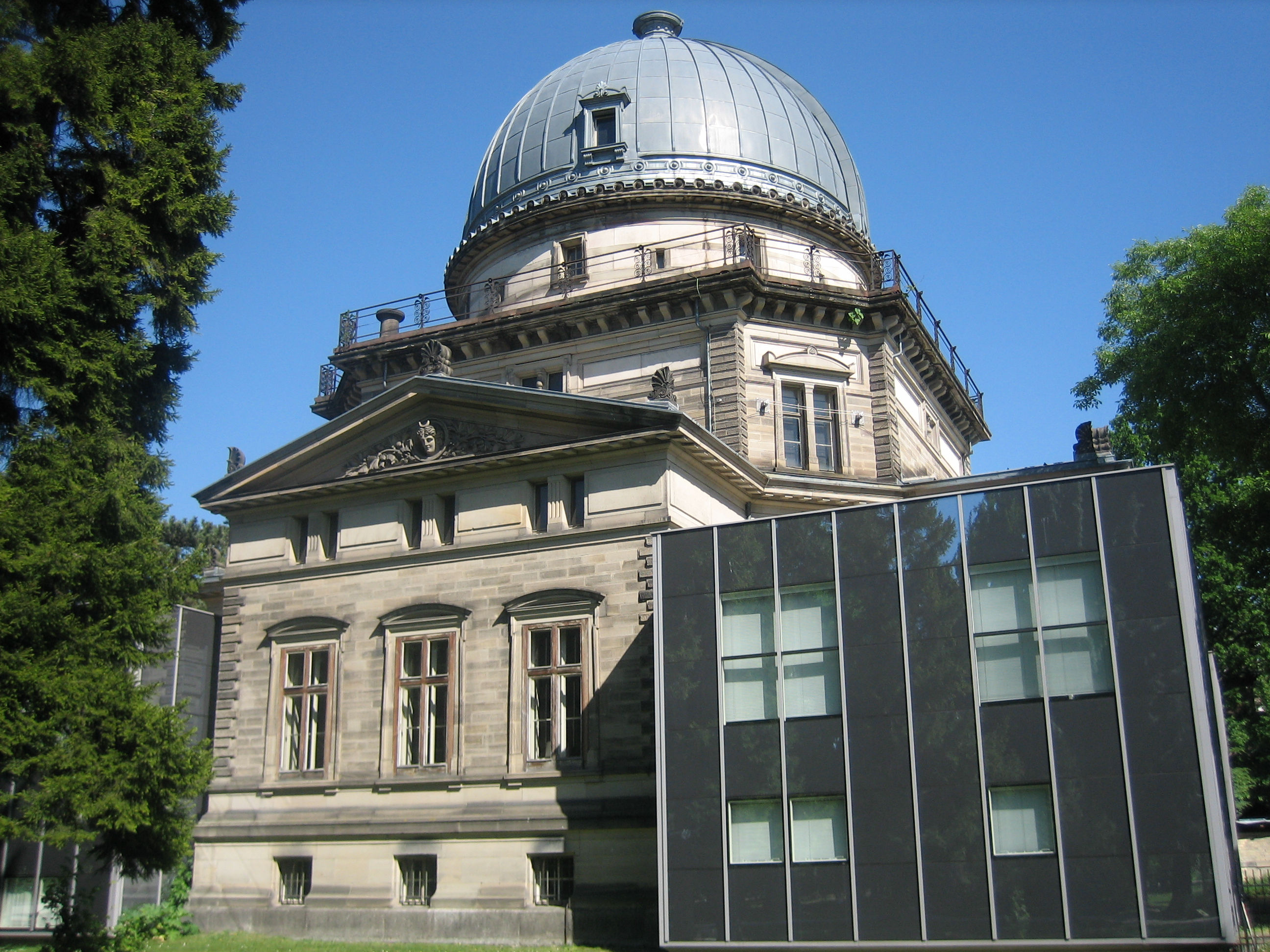
Страсбурзька обсерваторія

SIMBAD (англ. the Set of Identifications, Measurements, and Bibliography for Astronomical Data) — астрономічна база даних об'єктів далекого космосу (об'єктів поза межами Сонячної системи). Базою опікується «Страсбурзький центр астрономічних даних» при Страсбурзькій обсерваторії (Франція).

## Створення
SIMBAD утворено злиттям двох баз даних: «Каталог зоряних ідентифікаторів» (CSI) та «Бібліографічний зоряний індекс». Обидві бази існували в електронному вигляді в Медонському обчислювальному центрі до 1979 року. Надалі до цих даних було додано інформацію з інших каталогів та різноманітної академічної літератури.

- 1981 року стала доступною перша інтерактивна онлайнова версія бази, так звана Версія 2.
- 1990 року презентовано Версію 3, написану на C. Її запущено на UNIX-станціях у Страсбурзькій обсерваторії.
- 2006 видано Версію 4, повністю написану на JAVA. База даних зберігається у відкритій СУБД PostgreSQL. Доступ до бази даних вільний.

## Обсяг бази
Станом на 24 жовтня 2009 року SIMBAD містила дані про 3 824 195 позасонячних об'єктів (здебільшого — зір), відомих під 11 200 785 ідентифікаторами. Також база містить 209 451 бібліографічних посилань та 5 455 841 бібліографічних цитат.

## Подібні проєкти
- Planetary Data System — база даних об'єктів Сонячної системи NASA, при Каліфорнійському Університеті.
- NASA/IPAC Extragalactic Database (NED) — база даних позагалактичних об'єктів.
- Bibcode — база і стандарт цитувань астрономічної інформації, що утворює єдину систему посилань між різноманітними базами.

## Цікавий факт
1983 року відкрито астероїд (1983 VM7), який отримав назву на честь бази даних — 4692 SIMBAD.